# Habbo
Habbo (também chamado de Habbo Hotel) é um jogo de mundo virtual na forma de hotel voltado para o público jovem com idade acima de 13 anos. Atualmente, o Habbo está distribuído em nove diferentes línguas, com mais de 300 milhões de personagens registrados (com mais de 80 milhões somente na versão BR/PT).
Em dezembro de 2010, o Habbo BR/PT (assim como é conhecido no Brasil e em Portugal) atingiu a marca de mais de 50 mil usuários online.
Em 4 de novembro de 2009, o antigo Habbo foi desativado, sendo substituído completamente pelo novo Habbo. Uma coleção de mobis que jamais seria vendida novamente foi lançada especialmente para a extinção.
Além do site, Habbo também está disponível em aplicativos de Android e iOS.

## Quartos
Quartos (também conhecidos como salas) são locais virtuais usados para a comunicação, entretenimento e interação no jogo. Quartos geralmente são criados pelos próprios usuários ou staffs do hotel. Um usuário pode ter mais de um quarto.
Existem alguns tipos de quartos comuns no hotel:

### Centrais
Uma central é um quarto inicial. Quando se cria uma conta no jogo, o jogador terá três opções de quartos para que seja seu primeiro quarto. Este quarto vem mobiliado com mobílias alugáveis que podem ser adquiridas com moedas ou duckets na loja.

### Quartos públicos
Estes são criados pelos staffs. São quartos criados para que usuários possam se comunicar facilmente.

### Outros
No navegador (onde se encontra todos os quartos) pode ser encontrado diversos quartos criados por usuários do hotel. Existem quartos de escola, orfanato, prisão, polícia, enfim, de todo o tipo.

## Moedas
Há três tipos de moedas no jogo: Habbo Moedas (ou Moedas apenas), Diamantes e Duckets. As Habbo Moedas são usadas para adquirir mobis do catálogo. Os Diamantes servem para comprar moedas e mobis raros. Antigamente existiam os pixels, entretanto eles foram desativados e poucas pessoas têm mobis de pixels atualmente.

### Habbo Moedas
As Habbo Moedas, podem ser compradas usando uma variedade de diferentes serviços, como cartão de crédito, telefone, adesivos, LAN house, torpedo SMS, entre outros. Elas também podem ser convertidas em Habbo Câmbios, que são representações das Moedas em forma de mobis, muito úteis para trocas com outros usuários (outros Habbos), por poderem ser retransformados em Moedas a qualquer momento. Os Habbos (usuários) podem também fazer parte do Habbo Club (normalmente citado como HC apenas), que é uma assinatura premium paga com as Habbo Moedas. Os recursos disponíveis para quem faz parte são: emblemas novos, novos visuais para seu Habbo, novos modelos de quartos disponíveis e um mobi exclusivo para membros do VIP Club a cada mês.

### Pixels
Os Pixels foram introduzidos em novembro de 2008. Diferentemente das Habbo Moedas, eles não são comprados com dinheiro de verdade, e não podem ser trocados de forma alguma. Eles são dados quando o Habbo completa alguma conquista, realiza tarefas ou passa um tempo no hotel. Eles foram usados para comprar efeitos para o Habbo, alugar mobis especiais e comprar mobis básicos (conhecidos como Mobis Novato). Em 25 de junho de 2012, eles foram retirados mundialmente.

### Duckets
Os Duckets foram introduzidos em fevereiro de 2013. São tidos como os substitutos dos pixels. Com eles se podia alugar mobis HC (para membros do Habbo Club), alugar mobis normais, comprar efeitos especiais e comprar um gatinho. A partir de 5 de setembro de 2016, a Loja de Duckets foi desativada e os mobis alugados, juntamente com a compra de gatinhos, foram retirados do sitema, deixando apenas que o usuário compre mobis com duckets, ou duckets e câmbios, além de alguns efeitos especiais para o avatar.
São ganhos, no mínimo, 15 duckets por dia, assim que se loga no hotel, podendo-se conseguir mais de 40, dependendo-se de quanto tempo o usuário fica dentro do jogo por dia. O máximo de duckets que se pode conseguir é 650 (para Habbos que não fazem parte do HC Club) e 1300 (para Habbos membros do HC Club), que, se não forem gastos pelo jogador, ele deixa de receber duckets.

### Diamantes
Os Diamantes foram trocados pelos "Pontos de Fidelidade", eles funcionavam do mesmo jeito que os Diamantes, mas com menos formas de usufruir. Os Diamantes te recompensam por cada crédito que você adquirir. Se você adquirir 120 moedas no mesmo mês, você também ganha um bônus extra de 120 pontos. Com eles você consegue itens raros, trocar seus pontos por créditos (10 diamantes te darão 1c), troque seus pontos por HC. Você consegue obtê-los adquirindo créditos e comece a colecionar.

## Direção e moderação
Há 18 ramos de escritório globalmente operados por empregados da Sulake; esses ramos de escritório são o local de trabalho dos operadores Sênior do Habbo local - essas equipes geralmente incluem um "Gerente", ou Administrador de Conteúdo, que supervisiona a comunidade como um todo, enviando boletins informativos, criando competições, e gerenciando o conteúdo do site; um Administrador de Comunidade, que é responsável pela moderação e orientação em toda a comunidade virtual, através da gestão de Moderadores de jogo e um Administrador de País, que controla o lado comercial da comunidade, como vendas, finanças e administração.
A equipe de escritório também consiste de equipe de suporte ao cliente, que responde às perguntas enviadas através de formulários de contato pelos usuários; e designers gráficos que criam a vasta quantidade de imagens pixelizadas usadas tanto dentro do jogo quanto no site da comunidade.
Existe moderação automática no filtro de linguagem do Habbo, o "Filtro Bobba", que substitui o texto ofensivo pela simples palavra bobba. A substituição se aplica a qualquer coisa de médio a altamente ofensivo, seja palavras, frases e também sites. Desta forma, o filtro auxilia na moderação do Habbo. Uma funcionalidade adicionada em 27 de fevereiro de 2008 permite que os usuários liguem ou desliguem o "Filtro Bobba". Com o filtro desligado, porém, o Habbo não pode reportar aos moderadores nenhum outro usuário que estiver usando linguagem ofensiva.
Por um período da história do hotel, palavras ofensivas e links externos eram censurados por cinco asteriscos (*****), entretanto, essa censura não durou muito e em pouco tempo, bobba voltou a ser utilizado.
Em 18 de março de 2014, foi adicionado o poder do jogador colocar "Filtro Bobba" particular em seu próprio quarto.

### Moderação e história
De agosto de 2000 até 31 de dezembro de 2005, existiu um programa para usuários experientes de cada comunidade Habbo para que se tornassem Hobbas. Hobbas eram moderadores voluntários não-pagos com poderes limitados que agiram como "guias do hotel". O programa foi suspenso pela Sulake devido a graves problemas de segurança e rápido crescimento da comunidade Habbo. Foi decidido que o Habbo precisava de uma equipe de moderação mais forte e treinada, que seriam empregados da Sulake.
Em 2012, a Sulake lançou um programa chamado Guardiões, uma reformulação limitada dos Hobbas que são jogadores que após cumprirem um percusso de talentos e se tornarem guias experientes e desbloqueiam a ferramenta de processar denúncia de intimidação. Eles têm o direito de banir do quarto e deixar mudo por 15 minutos, para banir um jogador necessita de uma votação feita com cinco Guardiões que decidem se o usuário se comportou bem ou mal. Em 24 de abril de 2019 este sistema foi desativado temporariamente devido ao mau uso de usuários. A ferramenta será disponibilizada novamente em uma atualização prevista para o ano de 2020.
Foi lançado em 3 de novembro de 2014, um novo projeto formado por jogadores experientes selecionados pela equipe de staffs, tendo a função de ajudar novos jogadores, eles têm a capacidade de banir, mandar alertas ou emudecer jogadores que não respeitam a Habbo Etiqueta (conjunto de normas que devem ser seguidas) nos espaços públicos, esse grupo de jogadores do Habbo de língua portuguesa foram vítimas de críticas, devido a seleção de usuários considerados "famosos", que eram considerados favorecidos pelos gerentes dentro da comunidade virtual, muitos deles ignoravam a Ferramenta de Guardiões.
Em 22 de maio de 2017, o sistema de moderação foi extinto, sendo ele substituído por um sistema de moderação automática desenvolvido pela Sulake.

## Habbo Club
O Habbo Club era o antecessor do Habbo VIP. Tem menos recursos, como roupas e acessórios. Custava 15 Habbos Moedas. O preço foi diminuído após o lançamento do Habbo VIP (antes custava 20 moedas).
Quando o Habbo aderia HC, tinha direito a escolher um presente no Catálogo, como o Sofá HC. Também recebia de graça um emblema HC (com o número de meses que já tem o HC), o emblema era de cor dourado, preto e branco.
Foi extinto em 30 de novembro de 2011, deixando apenas o Clube VIP disponível. Todos os usuários que assinavam o HC automaticamente tornaram-se VIP.[carece de fontes?] Em 2013 o Habbo Club volta a existir e substitui o VIP Club, agora extinto.

### VIP
Sucessor do Habbo Club, chegou em 2010 em todos os hotéis como uma remodelação do mesmo, com novas mobílias, roupas, rostos (nomeadamente com barba), modelos de quarto, cabelos (com cores fora do normal) e acessórios. Também foram acrescidas a opção de customizar o quarto, tirando as paredes e/ou engrossando o chão. O preço da mensalidade VIP era mais caro que o Habbo Club, custando 25 moedas.
Como o HC, o usuário também recebia um brinde mensal por se associar ao clube e um emblema (indicando o número de meses que já tem o VIP). Em 2013, o VIP foi renomeado novamente para Habbo Club.

## Clube do Arquiteto
Foi criado em 18 de dezembro de 2013, possibilitando que os usuários assinantes do Clube (com o custo de R$10,00 semanalmente) possam construir seus quartos da maneira como desejarem, através do editor de chão, uma ferramenta de cria e apaga quadrados do piso nos quartos. Além disso, os jogadores podem pegar mobis emprestados na loja durante o tempo de assinatura. Após o tempo expirado, os mobis continuam no quarto, mas o Habbo deixa de receber visitas até que renove a assinatura ou recolha os mobis emprestados.

## Recepção

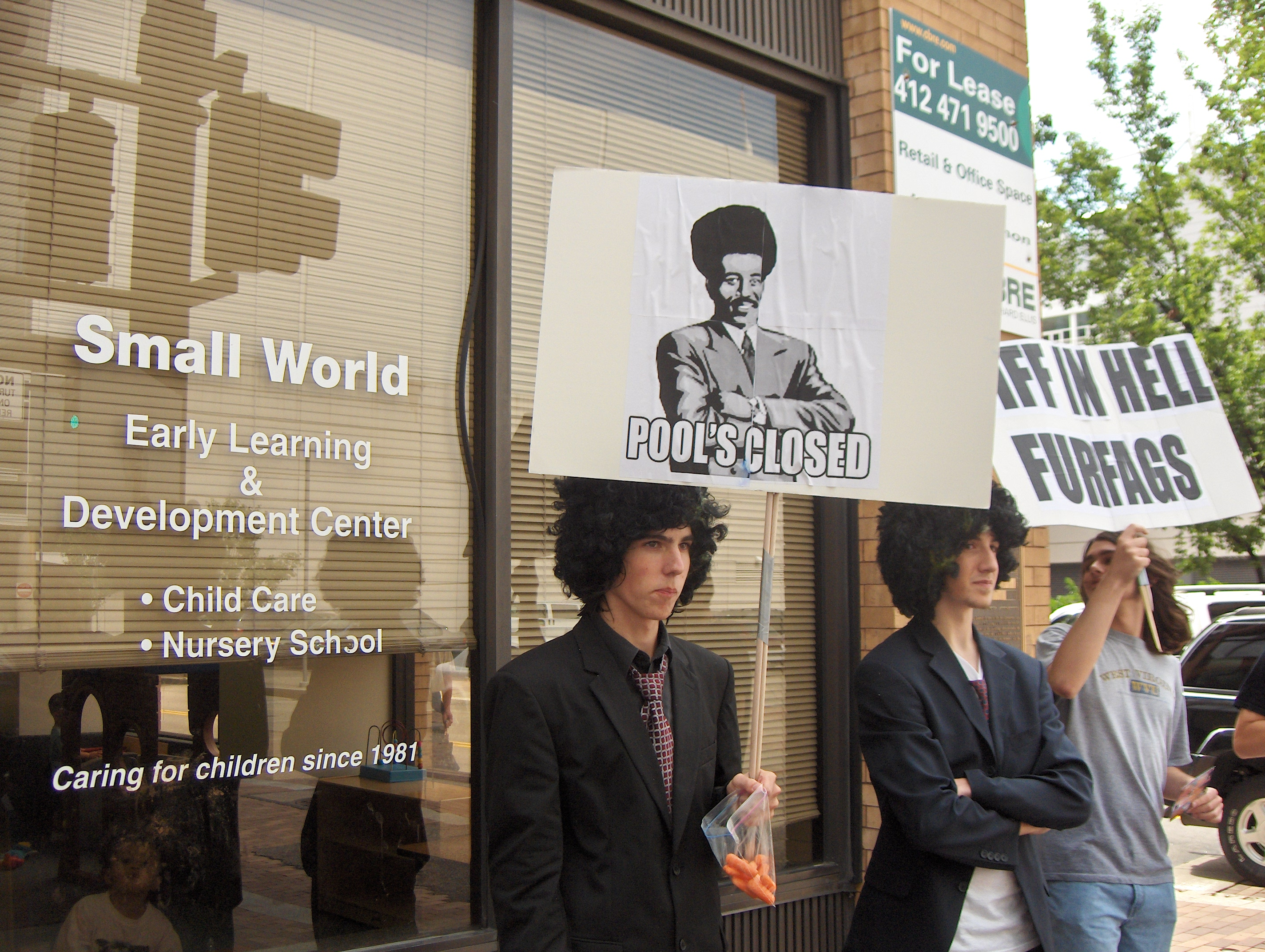
Pessoas usando traje parecido aos disponíveis no Habbo Hotel em um protesto. Anthrocon 2007.

Em novembro de 2001, The Daily Telegraph listou Habbo como um dos 10 maiores sites de bate-papo e conversa instantânea, descrevendo-o como tendo "grande procura" e "sendo popular entre os adolescentes". Em 2005 e 2006, o Habbo da Austrália recebeu O Prêmio Web Online da NetGuide por ser "o melhor site para crianças e adolescentes". Em setembro de 2006, a Sulake ganhou a competição da Deloitte entre os 50 mais rápidos.

### Balões de fala
Os balões de fala são um modo de um usuário se comunicar diretamente com os outros, sendo o meio mais utilizado pelos jogadores. Através deles se pode inserir emoticons, que se transformam em expressões no personagem. Em outubro de 2012 foram criados os balões de fala coloridos, os quais só VIPs poderiam utilizar. São balões com formas de bichinhos, enfeites e coloridos de diversas cores. A partir de 17 de junho de 2013 alguns balões coloridos foram disponibilizados para os usuários que não são HC.

## Controvérsias
Este ambiente sofre por ser alvo de casos como spamming, roubos de identidades, sexting e cyberbullying. Na hora de cadastrar a conta existe um local em que é apropriado apenas para maiores de 13 anos, porém uma criança de qualquer idade sem orientação dos pais pode dar seu "clique" conseguindo se registrar no jogo. Mas algo que acontece de forma muito casual é a pedofilia dentro do ambiente, que é quando um adulto dentro do jogo aproveita-se de usuários menores de idade eventualmente para pedir-lhes fotos íntimas.
- Novembro de 2007: Um holandês de 17 anos foi preso após roubar mobília virtual no valor de €4000. Cinco rapazes de 15 anos também foram interrogados pois eram suspeitos de serem seus cúmplices.[24]
- Junho de 2012: Todos os usuários do Habbo ficaram mudos durante o período de um mês devido a preocupação com a segurança infantil levantada pelo canal Channel 4, e a segurança e moderação do jogo sofreram reestruturações, esse período ficou conhecido como "The Great Mute".[25]

No entanto, a empresa Sulake promove marketing visando a segurança online, desenvolve campanhas baseadas na navegação segura, além de bate-papos entre jogadores e especialistas de organizações da segurança na internet, também promoveu chats com membros da Fundação Abrinq, e inúmeras causas sociais e ativistas em todos os países em que o jogo é hospedado.

## Habbo Couture
Foi criada em 2014. É uma coleção de roupas especiais, disponíveis na Loja, que podem ser compradas com moedas. Elas são negociáveis como qualquer outro mobi, a menos que o usuário decida ficar com a roupa e a inclua em seu Editor de Visuais. Há na coleção fantasias, acessórios, e roupas especiais para o avatar.

## Jogos
Dentro do hotel, havia vários jogos criados por estudantes da Groenlândia. Eram jogos como SnowStorm e SnowStorm 2, que funcionavam em um Game Center, com vários outros jogos. Os usuários entravam como suas próprias contas no hotel, que, dependendo da pontuação do mesmo nos jogos, premiava os jogadores com vários emblemas. No entanto, como os jogos sempre foram motivos de controvérsias dentro do espaço do jogo, a Sulake resolveu fechar o Game Center em 31 de março de 2014, deixando apenas um especial para os usuários criarem histórias em quadrinhos com prints de seus quartos.

## Mascotes
Os mascotes são animais comprados com moedas pelos usuários, que os dão nomes, compram alimento, acessórios e água. Os mascotes podem ser escolhidos pelo jogador, mas cada um possui um preço diferente, como aranhas, leões, tartarugas, cavalos, dragões, macacos, rinocerontes, pássaros, sapos, jacarés, porcos, cães e gatos (ainda há duendes, pedras-vivas e um tipo diferente de mascote chamado Obba-Bobba). Além dos mascotes adultos, existem os filhotes, que são adquiridos através de cruzamentos entre adultos com Caixas de Criação. Eles podem ser treinados pelos jogadores, podendo alcançar diversos níveis de obediência a seus donos. Os mascotes sempre falam algumas frases, dizendo que querem brincar, carinho ou estão com fome. No entanto, os mascotes nunca morrem.

## Visita de famosos
Eventualmente a Sulake promove bate-papos entre celebridades e jogadores. Entre os famosos brasileiros que visitaram o Habbo estão Marimoon, Tulla Luana, Daniela Mercury, Evandro Santo, Falcão, Emicida, Wanessa Camargo, Marjorie Estiano, além de bandas de renome nacional. Ultimamente, a Sulake vem optando por trazer nomes menos conhecidos ao jogo, como os escritores Daniel Munduruku e Patrícia Barboza.